# Église de la Graziella
L'église de la Graziella ou église Santa Maria delle Grazie est une église de Naples dédiée à Notre-Dame des Grâces et située via Bartolomeo.

## Histoire
L'église est bâtie en 1737, à l'emplacement de l'ancien théâtre San Bartolomeo, par Angelo Carasale. Elle est cédée plus tard aux Pères trinitaires de la rédemption des captifs qui la conservent jusqu'en 1801, date à laquelle elle est acquise par la confrérie de Saint-Bernard-et-Sainte-Marguerite.
Elle est fermée à cause des dommages subis par le tremblement de terre de 1980, et ne rouvre qu'en décembre 2014, après de longues années de restauration. Elle sert désormais de salle de concert de l'association culturelle CERSIM, pour des concerts spirituels et de  musique de chambre, et des messes mensuelles y sont toujours célébrées.
L'église abrite un certain nombre d'œuvres d'art, dont des tableaux attribués à Giuseppe Bonito (La Sainte Vierge donnant une bannière à saint Pierre Nolasque au-dessus du maître-autel et La Sainte Vierge et saint Charles Borromée dans une chapelle latérale) et à Nicola Maria Rossi (Crucifixion).